# Вірфт
Вірфт (нім. Wirft) — громада в Німеччині, розташована в землі Рейнланд-Пфальц. Входить до складу району Арвайлер. Складова частина об'єднання громад Аденау.
Площа — 3,25 км2. Населення становить 161 ос. (станом на 31 грудня 2020).